# جيري مباكويو
جيري مباكويو (1 أكتوبر 1992 بلاغوس في نيجيريا - ) هو لاعب كرة قدم إيطالي ونيجيري في مركز الهجوم. لعب مع نادي بادوفا ونادي باليرمو ونادي كاربي ويوفي ستابيا.

## روابط خارجية
- جيري مباكويو على موقع قاعدة بيانات كرة القدم.إي يو (الإنجليزية)
- جيري مباكويو على موقع Soccerway.com (الإنجليزية)
- جيري مباكويو على موقع عالم كرة القدم.نت (الإنجليزية)
- جيري مباكويو على موقع AS.com (الإسبانية)